# Jarlabanke

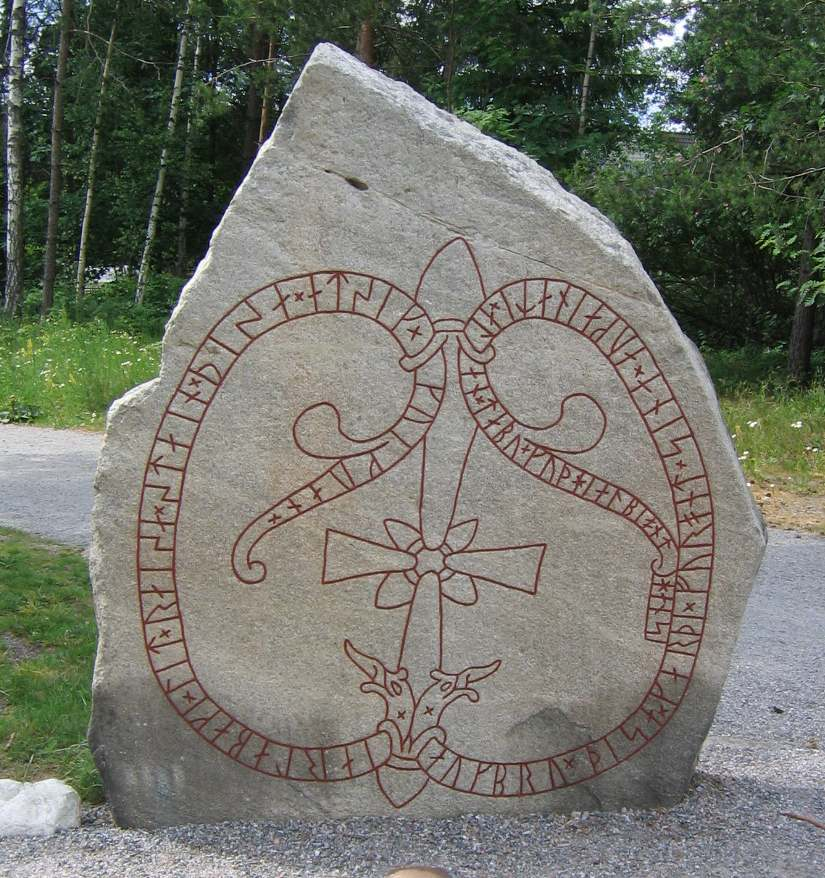
Jarlabanke lät rista att han ägde hela Täby (U164).

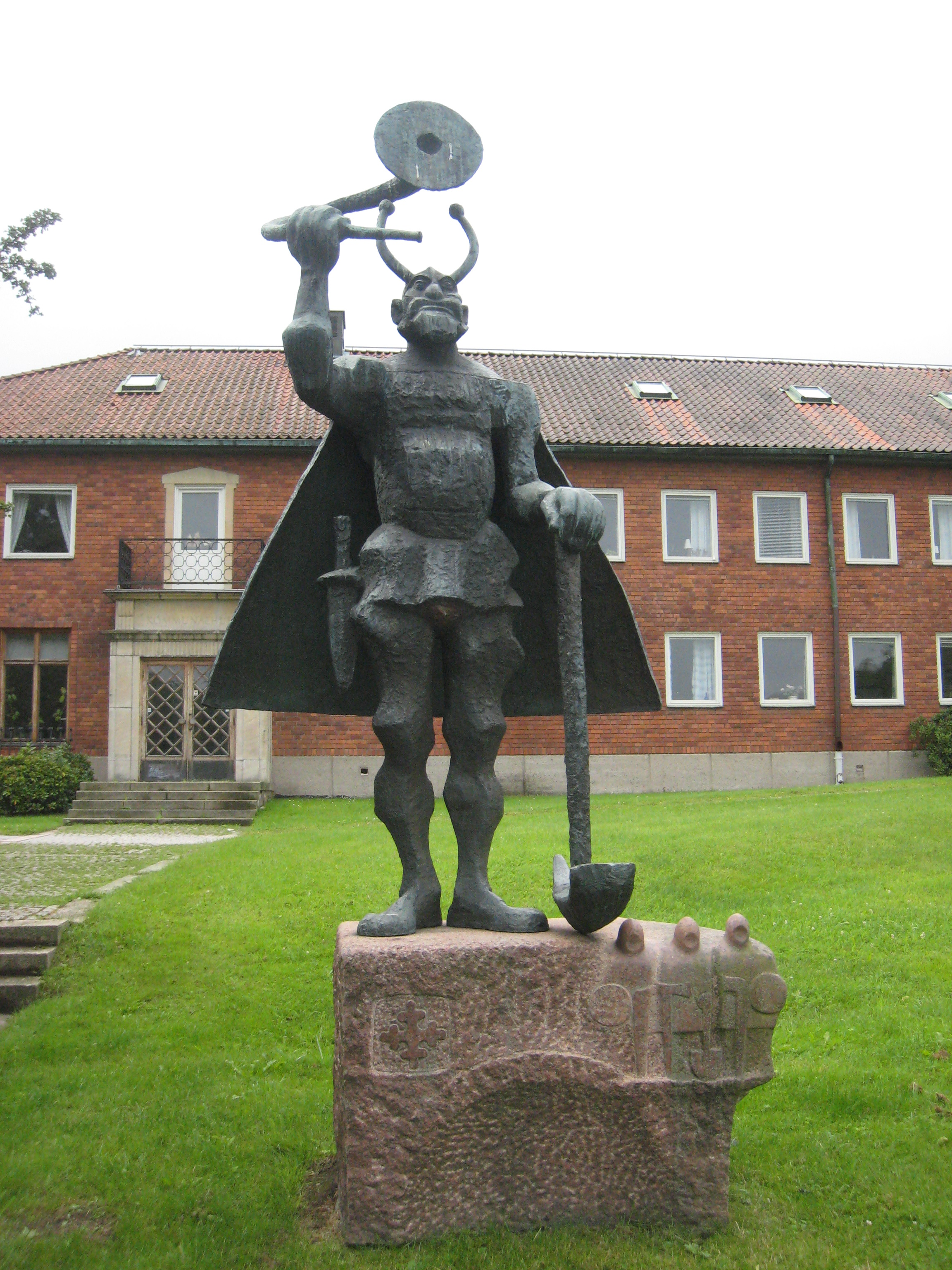
Jarlabanke i Täby. Staty av Stig Blomberg.

Jarlabanke Ingefastsson var en uppländsk storman, som på 1000-talet ägde stora jordegendomar i  Vallentuna hundare. Jarlabanke är en av de första personer från Sverige om vilka vi har någorlunda utförliga upplysningar som enbart är kända från inhemskt källmaterial. 
Hans föräldrar var Ingefast Östensson och Jorun. Estrid Sigfastsdotter var hans farmor.
Han kan också ha spelat en viktig roll för den lokala sjökrigsorganisationen, ledungen. 
Jarlabanke lät utgående från Täby bana väg och bygga broar, dels åt väster mot Sollentuna hundare, dels åt öster mot Roslagen. Vid broarna minner stenar om Jarlabanke och medlemmar i hans släkt. Han nämns på ett antal runstenar (Jarlabankestenarna) i trakten. Intill den 150 meter långa konstruktionen som bär hans namn, Jarlabankes bro, i Täby kyrkby lät han resa flera runstenar.
Jarlabankes egen gård, Hagby, låg troligen vid nuvarande Täby prästgård. I syfte att stärka sitt grepp över områdena norrut, den del av hundaret som till en början låg utanför hans maktområde, anlade Jarlabanke en tingsplats nära Vallentuna kyrka. Till minnet av detta lät han resa en runsten med ristningen:
”Jarlabanke lät resa denna sten efter sig, medan han ännu levde. Han ägde ensam hela Täby. Gud hjälpe hans själ".
Denna uppgift skall dock enligt flera forskare ej tolkas bokstavligt.